# Jules Bocandé
Jules Bocandé ou Jules-François Bertrand Bocandé, né le 25 novembre 1958 à Ziguinchor (Sénégal) et mort le 7 mai 2012 à Metz des suites d'une opération chirurgicale, est un footballeur international sénégalais devenu entraîneur de la sélection sénégalaise.

## Carrière au Sénégal
Il débute au Casa Sports, club de sa ville natale où il est surclassé pour jouer et gagner la finale de la Coupe du Sénégal de football en 1979 contre l'ASC Diaraf, l'un des clubs phares de la capitale.
Il marque la finale suivante opposant le Casa Sport à l'ASC Jeanne d'Arc, seule finale de l'histoire à être disputée en deux fois. La deuxième rencontre est marquée par la violence : après que l'arbitre a fait retirer un pénalty raté par l'ASC Jeanne d'Arc, Bocandé, alors très jeune, ne peut se contenir et fait un croche-pied à l'arbitre. Ce geste lui vaut une suspension à vie au Sénégal, ramenée par la suite à un an dans la perspective des matchs de qualification pour la coupe du monde 1982. Un ami belge de la famille Bocandé l'emmène alors en Belgique.

## Carrière européenne
En Europe l'attaquant international sénégalais joue successivement à Tournai (D3 belge) puis à Seraing (D1 belge) avant de rejoindre le championnat de France : FC Metz, Paris SG, OGC Nice et RC Lens. En 1985-1986, il termine meilleur buteur du championnat de France avec 23 buts sous le maillot messin. Il prend part à l'un des plus grands exploits du football français et de la Coupe d'Europe des vainqueurs de coupe, la qualification du FC Metz face au FC Barcelone grâce à une victoire 4-1 sur les terres catalanes, après avoir perdu le match aller 4-2. Jules Bocandé termine sa carrière de joueur en Belgique à Alost en 1993. En 1988, il est invité au jubilé Roger Milla en signe d'amitié fidèle à Roger Milla.
En 223 matchs en D1 française, il a inscrit 69 buts.
En 2022, le magazine So Foot le classe dans le top 1000 des meilleurs joueurs du championnat de France, à la 440e place.

## Équipe nationale
Jules Bocandé fait partie de la sélection nationale sénégalaise pendant quatorze ans. En 1986, il est le joueur clé de la qualification de son pays pour la Coupe d'Afrique des nations de football 1986 en Égypte en marquant les trois buts du Sénégal contre le Zimbabwe (3-0), ce qui permet au Sénégal de participer à la CAN après 18 ans d'absence. Il atteint avec son équipe les demi-finale de la CAN 1990 en Algérie et les quarts de finale de la CAN 1992 (organisée par le Sénégal), .

## Palmarès

### En club
- Vainqueur de la Coupe du Sénégal en 1979
- Finaliste de la Coupe du Sénégal en 1980

### EnÉquipe du Sénégal
- 73 sélections et 20 buts entre 1979 et 1993
- Participation à la Coupe d'Afrique des Nations en 1986 (Premier Tour), en 1990 (1/2 finaliste) et en 1992 (1/4 de finaliste)

### Distinctions individuelles
- Lauréat du "Trèfle d'Or" du Républicain Lorrain (trophée décerné aux meilleurs sportifs lorrains de l'année) en 1985
- Meilleur buteur du Championnat de France en 1986 (23 buts)

## Citation
« Lors du jubilé de Saar Boubacar (dit Locotte) à Dakar (Sénégal) où c’était vraiment une fête du football, un jeu tu vois, mais quand un de ses partenaires perdait le ballon Roger Milla allait le réprimander très dur. Parce que pour lui c’était un match comme les autres. Que ce soit un jubilé, un match amical ou un match officiel Roger Milla était toujours sérieux et très professionnel. »

— Camfoot.com

## Reconversion
Sa carrière de joueur achevée, il devient entraîneur et prend en charge l'équipe du Sénégal de football en duo avec son ami et ancien coéquipier de l'équipe du Sénégal de football, Saar Boubacar qu'ils mènent en quarts de finale de la CAN 1994. Il reste dans l'encadrement de l'équipe à l'issue de son passage en tant qu'entraîneur.

## Ennuis de santé
Victime d'un accident vasculaire cérébral qui le handicape pendant plusieurs mois, il demande à son ami et ancien président du FC Metz, Carlo Molinari, d'organiser une opération chirurgicale à laquelle il ne survivra pas. Il meurt le 7 mai 2012.